# Hemiragis aurea
Hemiragis aurea là một loài Rêu trong họ Hookeriaceae. Loài này được (Lam. ex Brid.) Kindb. mô tả khoa học đầu tiên năm 1894.